# Lim Ju-hwan
Lim Ju-hwan (en hangul, 임주환; hanja: 林周煥; RR: Im Ju-hwan) es un actor surcoreano.

## Biografía
Estudió en la Universidad Daejin, donde se licenció en teatro y cine. El 16 de mayo de 2011, ingresó a su servicio militar obligatorio, el cual finalizó el 16 de febrero del 2013.
Es buen amigo de los actores Jo In-sung, Song Joong-ki, Lee Kwang-soo, Kim Woo-bin, Kim Ki-bang y del cantante D.O., así como de los actores Lee Si-eon y Cha Tae-hyun.

## Carrera
Es miembro de la agencia "Blossom Entertainment". Previamente fue parte de la agencia "Yedang Entertainment". 
En julio de 2015, se unió al elenco principal de la serie Oh My Ghostess, donde interpretó a Choi Sung-jae, hasta el final de la serie en agosto del mismo año.
El 6 de julio de 2016, se unió al elenco principal de la serie Uncontrollably Fond, donde dio vida a Choi Ji-tae, hasta el final de la serie el 8 de septiembre del mismo año.
El 3 de julio de 2017, se unió al elenco principal de la serie The Bride of Habaek, donde interpretó a Shin Hoo-ye, un semidiós que se hace pasar por un CEO de un Resort, hasta el final de la serie el 22 de agosto del mismo año. El actor Yoon Chan-young interpretó a Hoo-ye de joven.
En octubre de 2018, dio vida al inseguro novelista Bae Sang-hee, quien lucha por muchos años para terminar su segunda novela en el especial Such a Long Farewell (también conocida como "The Long Good-bye"). 
El 4 de mayo de 2019, se unirá al elenco principal de la serie Different Dreams (también conocida como "Lee Mong") donde dio vida a Fukuda, un elegante y caballeroso fiscal japonés, hasta el final de la serie el 13 de julio del mismo año.
El 26 de agosto del 2019 se unió al elenco principal de la serie The Great Show donde interpretó a Kang Joon-ho, hasta el final de la serie el 15 de octubre del mismo año.
El 22 de enero del 2020 se unió al elenco principal de la serie The Game: Towards Zero, donde dio vida al médico Goo Do-kyung, un examinador forense, famoso por su apariencia y sonrisa, así como por ser intenso y perfeccionista en su trabajo, hasta el final de la serie el 12 de marzo del mismo año.
En octubre de 2020 se unió al elenco principal de la serie The Spies Who Loved Me, donde interpreta a Derek Hyun, un espía corporativo muy inteligente con una racha competitiva así como el segundo esposo de Kang Ah-reum (Yoo In-na).
En abril de 2021 se estrenó la película Waiting for Rain, dirigida por Jo Jin-mo, donde interpreta el personaje de Park Young-hwan, el hermano mayor del protagonista (Kang Ha-neul).
En abril de 2022, se anunció que estaba en pláticas para unirse al elenco de la serie Three Siblings Bravely, de aceptar podría dar vida a Lee Sang-joon.

## Filmografía

### Series de televisión
| Año     | Título                                        | Personaje     | Notas         | Ref.   |
| ------- | --------------------------------------------- | ------------- | ------------- | ------ |
| 2004    | Magic                                         | -             |               |        |
| 2005    | A Love to Kill                                | -             |               |        |
| 2006    | Don't Worry                                   | -             |               |        |
| 2006    | The Snow Queen                                | Seo Geon-ho   | 16 episodios  |        |
| 2007    | The Return of Shim Chung                      | Hong          |               |        |
| 2007    | Drama City: Pure Soon-yi                      | -             |               |        |
| 2007    | Auction House (열한 번째 그림)                | Min Hyun-ki   | Ep. 10        |        |
| 2008    | Single Dad in Love                            | Min Hyun-ki   |               |        |
| 2008    | General Hospital 2                            | Lee Min-soo   | 2 episodios   |        |
| 2009    | Boys Over Flowers                             | So Il-hyun    |               |        |
| 2009    | Tamra, the Island                             | Park Gyu      | 20 episodios  |        |
| 2010    | Marriage War of Doenjang-kun and Natto-chan   | Kim Dae-chun  |               |        |
| 2011    | What's Up                                     | Jang Jae-hun  | 20 episodios  |        |
| 2013    | Ugly Alert                                    | Gong Joon-soo | 133 episodios | [ 23 ] |
| 2014    | Drama Festival: The Diary of Heong Yeong-dang | Kim Sang-yun  |               |        |
| 2015    | Shine or Go Crazy                             | Wang Uk       | 24 episodios  | [ 24 ] |
| 2015    | Oh My Ghostess                                | Choi Sung-jae | 16 episodios  |        |
| 2016    | Uncontrollably Fond                           | Choi Ji-tae   | 20 episodios  |        |
| 2017    | The Bride of Habaek                           | Hoo-ye        | 15 episodios  |        |
| 2018    | Drama City: Such a Long Farewell              | Bae Sang-hee  |               | [ 25 ] |
| 2019    | Different Dreams                              | Fukuda        | 40 episodios  |        |
| 2019    | The Great Show                                | Kang Joon-ho  | 16 episodios  |        |
| 2020    | The Game: Towards Zero                        | Goo Do-kyung  | 32 episodios  |        |
| 2020    | The Spies Who Loved Me                        | Derek Hyun    | 16 episodios  |        |
| 2022-23 | Three Bold Siblings                           | Lee Sang-joon | 51 episodios  | [ 26 ] |

### Películas
| Año  | Título                     | Personaje              | Notas                                                                                                | Ref.          |
| ---- | -------------------------- | ---------------------- | --- | ------------- |
| 2006 | A Millionaire's First Love | Seung-joon             | Junto a Hyun Bin, Lee Yeon-hee, Cho Yong-joon, Lee Do-hyeon, Lee Han-sol, Kim Ki-doo y Ye Hak-yeong. |               |
| 2006 | Arang                      | Hyun-ki (de joven)     | Junto a Lee Dong Wook.                                                                               |               |
| 2007 | M                          | Hombre con Paraguas    | Junto a Kang Dong-won, Gong Hyo-jin y Lee Yeon-hee.                                                  |               |
| 2007 | Do Re Mi Fa So La Ti Do    | Jae-kwang              | |               |
| 2008 | A Frozen Flower            | Han-baek               | Junto a Jo in-sung, Joo Jin-mo, Song Ji-hyo, Shim Ji-ho, Hyun Woo y Park Sung-hoon.                  |               |
| 2011 | The Suicide Forecast       | Kim Young-tak          | |               |
| 2014 | The Con Artists            | Lee Jo-hwon            | Junto a Kim Woo-bin, Lee Hyun-woo, Kim Yeong-cheol, Ko Chang-seok y Jung Man-sik.                    | [ 27 ]        |
| 2017 | Because I Love You         | Chan-young             | Junto a Cha Tae-hyun, Kim Yoo-jung, Seo Hyun-jin, Sung Dong-il y Oh Na-ra.                           |               |
| 2019 | Broker                     | -                      | Junto a Kim Young-kwang, Lee Sung-kyung, Jung Hye-sung, Song Jong-ho, Chun Ho-jin y Lee Ji-hoon.     | [ 28 ]        |
| 2021 | Waiting for Rain           | Park Young-hwan        | Junto a Kang Ha-neul y Chun Woo-hee.                                                                 | [ 21 ]        |
| 2022 | Project Wolf Hunting       | Director representante | Junto a Seo In-guk, Jang Dong-yoon, Choi Gwi-hwa, Park Ho-san y Jung So-min.                         | [ 29 ] [ 30 ] |

### Programas de variedades
| Año        | Programa                                 | Notas                                        |
| ---------- | ---------------------------------------- | -------------------------------------------- |
| 2014, 2015 | Running Man                              | (ep. 199-194, 251, 266 y 271-272) - invitado |
| 2015       | I Am Also Film Director                  |                                              |
| 2018       | 2 Days & 1 Night                         | (ep. 546-548) - invitado                     |
| 2022       | Unexpected Business 2 (Boss by Chance 2) | (ep. 1-6) - invitado                         |

### Presentador
| Año  | Programa                | Notas                               |
| ---- | ----------------------- | ----------------------------------- |
| 2017 | Mnet Asian Music Awards | Copresentador - junto a Kim So-hyun |

### Videos musicales
| Año  | Artista                 | Canción        | Notas                                      |
| ---- | ----------------------- | -------------- | ------------------------------------------ |
| 2004 | The One (Jeong Sun-won) | "I Do"         |                                            |
| 2006 | BoA                     | "Key of Heart" |                                            |
| 2017 | Huh Gak                 | "Miss You"     | apareció en el video junto a Park Cho-rong |

### Anuncios
| Año  | Título             | Notas |
| ---- | ------------------ | ----- |
| 2010 | STCO               |       |
| 2009 | KT-Ever Love Shake |       |
| -    | DAUM CF            |       |
| -    | Capri              |       |
| -    | Reebok             |       |
| -    | Kass               |       |
| -    | TTL                |       |

### Teatro
| Año  | Obra            | Personaje | Notas |
| ---- | --------------- | --------- | ----- |
| 2000 | The Good Doctor | -         |       |
| 2002 | Our Town        | -         |       |

## Eventos
| Año  | Título                          | Notas  |
| ---- | ------------------------------- | ------ |
| 2010 | 2010 Lim Ju-hwan The Magic Hour | [ 37 ] |

## Premios y nominaciones
| Año  | Premio                                | Categoría                                                  | Trabajo                                         | Resultado | Ref.   |
| ---- | ------------------------------------- | ---------------------------------------------------------- | ----------------------------------------------- | --------- | ------ |
| 2009 | 17.º Korean Culture and Entertainment | Mejor actor revelación                                     | Tamra, the Island                               | Ganador   |        |
| 2013 | SBS Drama                             | Mejor actor revelación                                     | Ugly Alert                                      | Ganador   | [ 38 ] |
| 2020 | 39.º MBC Drama                        | Premio a la excelencia, actor en serie de miércoles-jueves | The Game: Towards Zero y The Spies Who Loved Me | Ganador   | [ 39 ] |